# Dominik Kotarski
Dominik Kotarski (dôminik kôtarskiː, domǐ-; nascut el 10 de febrer de 2000) és un futbolista professional croat que juga de porter pel Jong Ajax de l'Eerste Divisie.